# Дятел, Евгений Петрович
Евгений Петрович Дятел (род. 13 февраля 1942, Ташкент) — российский экономист, д.э.н., профессор, декан экономического факультета Уральского университета (1990—1992), первый ректор Уральского института экономики, управления и права (1992-1993), профессор Уральского государственного экономического университета, зам.директора, декан и зав.кафедрой Института урбанистики Уральской государственной архитектурно-художественной академии.

## Биография
Высшее образование получил в Ростовском университете (окончил в 1964 г.).
Кандидатскую диссертацию (по теме «Экономические проблемы зарождения и развития собственности первичных формаций») защитил в 1969 г., после чего работал старшим преподавателем Хабаровского политехнического института.
Позже переехал в Свердловск, где работал доцентом Института повышения квалификации преподавателей общественных наук при Уральском университете (УрГУ), доцентом кафедры политэкономии экономического факультета Уральского университета.
В 1989 г. защитил докторскую диссертацию по теме «Системный анализ объекта и предмета политэкономии в „Капитале“ Карла Маркса». После защиты диссертации был утверждён профессором кафедры политической экономии. Впоследствии стал заведующим кафедрой политэкономии УрГУ. Несколько лет проработал деканом экономического факультета Уральского университета.
В 1992 г. участвовал в организации Уральского университета экономики и права (ныне — Уральского института экономики, управления и права, Екатеринбург), стал его первым ректором (1992-1993).
В 1994 году участвовал в создании Института экономики и права (ИЭиП) Уральского государственного профессионально-педагогического университета (бывш. СИПИ) как самостоятельное структурное подразделение (УГППУ) (приказ от 04.11.94 г № 230 а). Вплоть до 1998 г. исполнял обязанности ректора ИЭиП.
Ныне работает профессором кафедры экономической теории Уральского государственного экономического университета. Является заместителем директора по научной работе, деканом факультета экономики и управления и зав.кафедрой менеджмента Института урбанистики Уральской государственной архитектурно-художественной академии.